# Histricostoma dentipalpe
Histricostoma dentipalpe is een hooiwagen uit de familie aardhooiwagens (Nemastomatidae).